# Fausto Fonzi
Fausto Fonzi (Milano, 16 gennaio 1927 – Roma, 10 febbraio 2016) è stato un archivista e storico italiano.

## Biografia
Dopo essersi laureato alla Sapienza - Università di Roma nel 1948, fu per alcuni anni, fino al 1965, assistente volontario di Storia del Risorgimento. Dal 1950 fu archivista presso gli archivi di Genova e di Roma e all'Archivio Centrale dello Stato. Libero docente nel 1958, ordinario nel 1965, insegnò diverse discipline storiche in varie università italiane, tra cui la Sapienza di Roma.
Collaborò con l'Istituto per la storia del Risorgimento italiano, con l'Istituto nazionale per la storia del movimento di liberazione in Italia, ora Istituto nazionale Ferruccio Parri, e con alcuni periodici, tra cui la Rivista di storia della Chiesa in Italia. Di particolare rilievo tra le sue opere, uno dei primi lavori I cattolici e la società italiana dopo l'Unità, edito nel 1953 e recensito da Vittorio Bachelet.

## Opere
- I cattolici e la società italiana dopo l'Unità, Roma, Studium, 1953.
- Le relazioni fra Genova e Roma al tempo di Clemente XIII, Roma, Tip. A. Staderini, 1957.
- Cattolicesimo sociale e partito cattolico in Belgio, Bologna, Il Mulino, 1959.
- Crispi e lo «Stato di Milano», Milano, A. Giuffrè, 1965.
- La lotta politica, Estr. da Bibliografia dell'età del Risorgimento in onore di Alberto M. Ghisalberti, Firenze, L. Olschki, 1972.
- Storia e storiografia dei movimenti cattolici in Italia, Roma, ELIA, 1976.
- Mondo cattolico, democrazia cristiana e sindacato (1943-1955), in S. Zaninelli (a cura di), Il sindacato nuovo. Politica e organizzazione del movimento sindacale, Milano, Franco Angeli, 1981.
- Stato e chiesa in AA.VV., Nuove questioni di storia del Risorgimento e dell'Unita d'Italia, Milano, Marzorati, 1983.

### Introduzioni e prefazioni
- Andrea Proietti, Benedetto Maramotti prefetto e politico liberale (1823-1896), prefazione di Fausto Fonzi, Pisa, Istituti editoriali e poligrafici internazionali, 1999. ISBN 88-8147-154-X
- Lauro Rossi (a cura di), Sotto il Borbone non soffrii tanto. Lettere di Francesco Crispi dopo Adua, 1896-1898, saggio introduttivo di Fausto Fonzi, Roma, Carocci, 2000. ISBN 88-430-1717-9
- Vittorio E. Giuntella, Il nazismo e i lager, introduzione di Fausto Fonzi, seconda edizione, Roma, Studium, 2008. ISBN 978-88-382-4048-5